# Northrop YF-17 Cobra
Il Northrop YF-17A Cobra era un prototipo di aereo da caccia realizzato per partecipare al concorso indetto dall'USAF per la specifica "Lightweight Fighter" (caccia leggero), vinto poi dall'YF-16 durante la "Fly-off Competition". Nonostante le buone qualità, la Northrop non riuscì a dimostrare che un bimotore, certamente più costoso, fosse nettamente più affidabile di un monomotore, e così alla fine vinse l'F-16. Quando il concorso per il LWF fu vinto dall'F-16, la Marina degli Stati Uniti d'America preferì prendere in considerazione il perdente Northrop YF-17. Tuttavia questa scelta comportò dei problemi: il prototipo era troppo piccolo pur essendo bimotore (infatti, all'epoca si riteneva che gli aerei imbarcati dovessero avere due motori per maggiore sicurezza) e la Northrop non aveva abbastanza esperienza nella costruzione di aerei imbarcati. La Northrop quindi si alleò con la McDonnell Douglas, che aveva maggiore esperienza e godeva di maggiore prestigio nella costruzione di aerei per la US Navy (come l'F-4 Phantom II), e sviluppò due prototipi diversi: l'F-18 da caccia e l'A-18 da attacco. In seguito a problemi logistici i due progetti furono fusi in un unico aeroplano che prese la denominazione di F/A-18. Il progetto dell'YF-17 passò così di mano alla McDonnell Douglas, che prese il 60% del programma, da cui sviluppò l'F/A-18 Hornet: a quel punto la Northrop era ridotta a poco più che una subcontraente.

## Storia

### Origine
L'aeronautica e la marina statunitense all'inizio degli anni '60 conclusero che il futuro del combattimento aereo sarebbe stato determinato da missili sempre più sofisticati. Il "Project Forecast", un tentativo dell'aeronautica per identificare i futuri sviluppi delle armi, sostenne fortemente lo sviluppo di aerei da combattimento progettati in modo da essere a lungo raggio e possedere delle elevate velocità, oltre ad essere equipaggiati con sistemi radar in grado di rilevare e attaccare aerei nemici oltre il raggio visivo. Queste caratteristiche avrebbero reso i futuri aerei da combattimento molto simili ad aerei intercettori, ad essere più pesanti, con progetti tecnologicamente sofisticati e maggiormente costosi. All'inizio degli anni '60, sia l'aeronautica che la marina impiegavano il General Dynamics F-111 (all'epoca ancora in sviluppo) e l'F-4 Phantom II come aerei a lungo e medio raggio. La diminuita importanza nelle capacità di combattimento a breve distanza (dog-fight) portò alla decisione di non installare i cannoni interni nel Phantom (dalla versione F-4B, vennero poi reintrodotti nell'F-4E e nelle sue versioni derivate).
Nella Guerra del Vietnam rivelò alcune mancanze nelle capacità di combattimento negli aerei statunitensi, poiché le prime generazioni di aerei sovietici si dimostrarono più ostici del previsto per i piloti statunitensi. Anche se questi ultimi raggiunsero un tasso abbattimenti/perdite migliore, i combattimenti mostrarono che i missili aria-aria erano decisamente meno affidabili del previsto. Inoltre, le regole di ingaggio impedivano nella maggior parte dei casi l'impiego di missili a lungo raggio poiché normalmente era richiesta l'identificazione visiva. In queste condizioni i combattimenti si svolgevano a brevi distanze e la manovrabilità degli aerei, assieme ai missili aria-aria a corto raggio, divenne un fattore critico anche per velivoli intercettori come gli F-102 Delta Dagger.
La necessità di una nuova generazione di aerei per la superiorità aerea costrinse l'aeronautica statunitense ad avviare due studi di sviluppo nel 1965: il progetto "Fighter Experimental" (FX), che prevedeva un velivolo a doppio propulsore con ali a geometria variabile e con un peso di circa 27200 kg, e il progetto "Advanced Day Fighter" (ADF), un velivolo leggero con peso di 11300 kg che avrebbe dovuto superare le performance del MiG-21 del 25%. Tuttavia, l'introduzione nel luglio 1967 del MiG-25 'Foxbat', in grado di raggiungere velocità di Mach 3, portò l'aeronautica a scartare il progetto ADF per sviluppare il Fighter Experimental, che produsse l'F-15 Eagle, un velivolo da 18100 kg di peso.
In base alle esperienze maturate nella guerra di Corea ed essendo un istruttore di volo, all'inizio degli anni '60 il Colonnello John Boyd e il matematico Thomas Christie svilupparono la teoria della "Manovra di energia". Quest'ultima considera il mantenimento del valore dell'energia specifica dell'aereo come un vantaggio nel combattimento. La manovrabilità era un mezzo per poter inserirsi nel ciclo decisionale dell'avversario, un processo chiamato da Boyd "ciclo OODA" (acronimo per "Osservazione-Orientamento-Decisione-Azione"). Questo approccio enfatizzava lo sviluppo di un velivolo in grado di permettere rapide manovre, con repentine modifiche alla velocità, all'altezza e alla direzione. Questi parametri richiedevano un aereo leggero, in modo da minimizzare la resistenza e aumentare il rapporto spinta-peso, e delle ali più grandi e con maggiore portanza, per minimizzare la loro resistenza, che tende a ridurre la velocità massima, e un raggio d'azione inferiore (che poteva essere compensato con dei serbatoi aggiuntivi sotto le ali.
Le teorie di Boyd aiutarono a contenere la crescita dell'F-15 in un progetto di velivolo molto grande, che rischiava di diventare una seconda versione dell'F-111, e venne ipotizzato che l'F-15 doveva essere complementato da un grande numero di aerei più piccoli. Al termine degli anni '60 Boyd raccolse attorno a sé un gruppo di progettisti, che formarono la cosiddetta "Mafia del caccia leggero". Nel 1969 fu possibile assicurarsi dei fondi per uno studio di convalida dell'integrazione della teoria avanzata dell'energia-manovrabilità con analisi rischi-benefici. La General Dynamics ricevette 149 000 $ e la Northrop 100 000 $ per sviluppare progetti che implementavano la teoria di Boyd: un aereo da combattimento piccolo, leggero, a basso drag e senza bombe. I progetti delle due aziende furono il YF-16 e il YF-17, rispettivamente.

### Programma caccia leggero

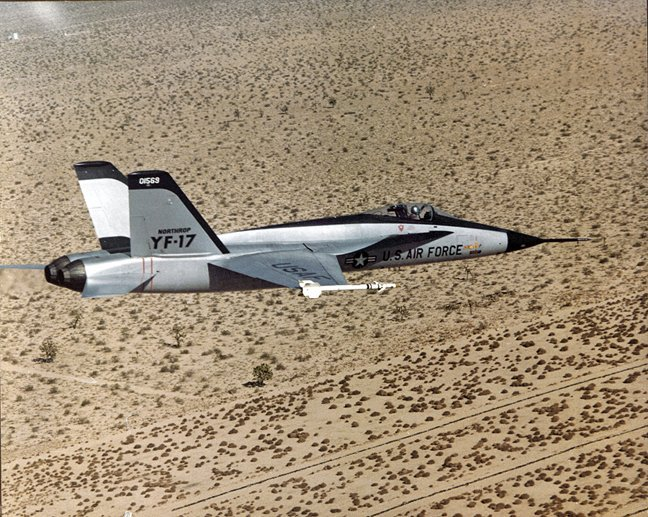
L'YF-17 in volo.

Anche se i proponenti del progetto FX rimasero ostili al programma poiché era considerato una minaccia al progetto F-15, il concetto ADF (Advanced Day Fighter), rinominato in F-XX, guadagnò il supporto politico del Segretario della Difesa David Packard, che era favorevole all'idea di sviluppare dei prototipi concorrenti. Di conseguenza, nel maggio 1971 venne formato il gruppo di studio per il prototipo, con a capo Boyd, e due delle sei proposte vennero finanziate. Una di esse era il prototipo Lightweight Fighter (LWF - Caccia leggero). Le specifiche, inviate il 6 gennaio 1972, richiedevano un velivolo da 9100 kg, per il combattimento aria-aria, ottimizzato per il combattimento a velocità di Mach 0,6 - 1,6 e altitudini di 9150 – 12200 m, con elevata accelerazione. Infatti i futuri combattimenti, secondo le previsioni dell'aeronautica, sarebbero dovuti svolgersi in questi parametri. Le previsioni erano basate sullo studio della guerra del Vietnam, la Guerra dei sei giorni e delle guerre Indo-Pakistane. Il costo previsto di una versione di produzione del velivolo era 3 milioni di $. Questo piano di produzione era solo indicativo, e l'aeronautica non era vincolata all'acquisto dell'aereo. Il vincitore della sfida venne annunciato nel maggio 1975.
Cinque compagnie risposero alle richieste e nel marzo 1972 vennero annunciati i vincitori per lo sviluppo di un prototipo: il modello 908-909 della Boeing e il modello 401 della General Dynamics. Dopo ulteriori analisi, venne declassata la proposta della Boeing, ponendo come secondo prototipo il modello P-600 della Northrop. La General Dynamics e la Northrop vinsero dei contratti di 37,9 e 39,8 milioni di $ per produrre i prototipi YF-16 e YF-17, con i primi voli di prova pianificati per l'inizio del 1974. Per superare le resistenze nelle gerarchie dell'aeronautica, la 'Mafia del caccia leggero' e gli altri proponenti del programma LWF appoggiarono con successo l'idea di impiegare questi velivoli come complemento ad aerei più pesanti e costosi, creando delle forze aeree miste. Il concetto di gruppo "alto-costo/basso-costo" fu accettato ampiamente quando i prototipi iniziarono i voli e tale teoria avrebbe definito la relazione tra i futuri F-15 e F-16, ed in seguito, tra l'F-22 Raptor e l'F-35 Lighting II.

### Prototipo

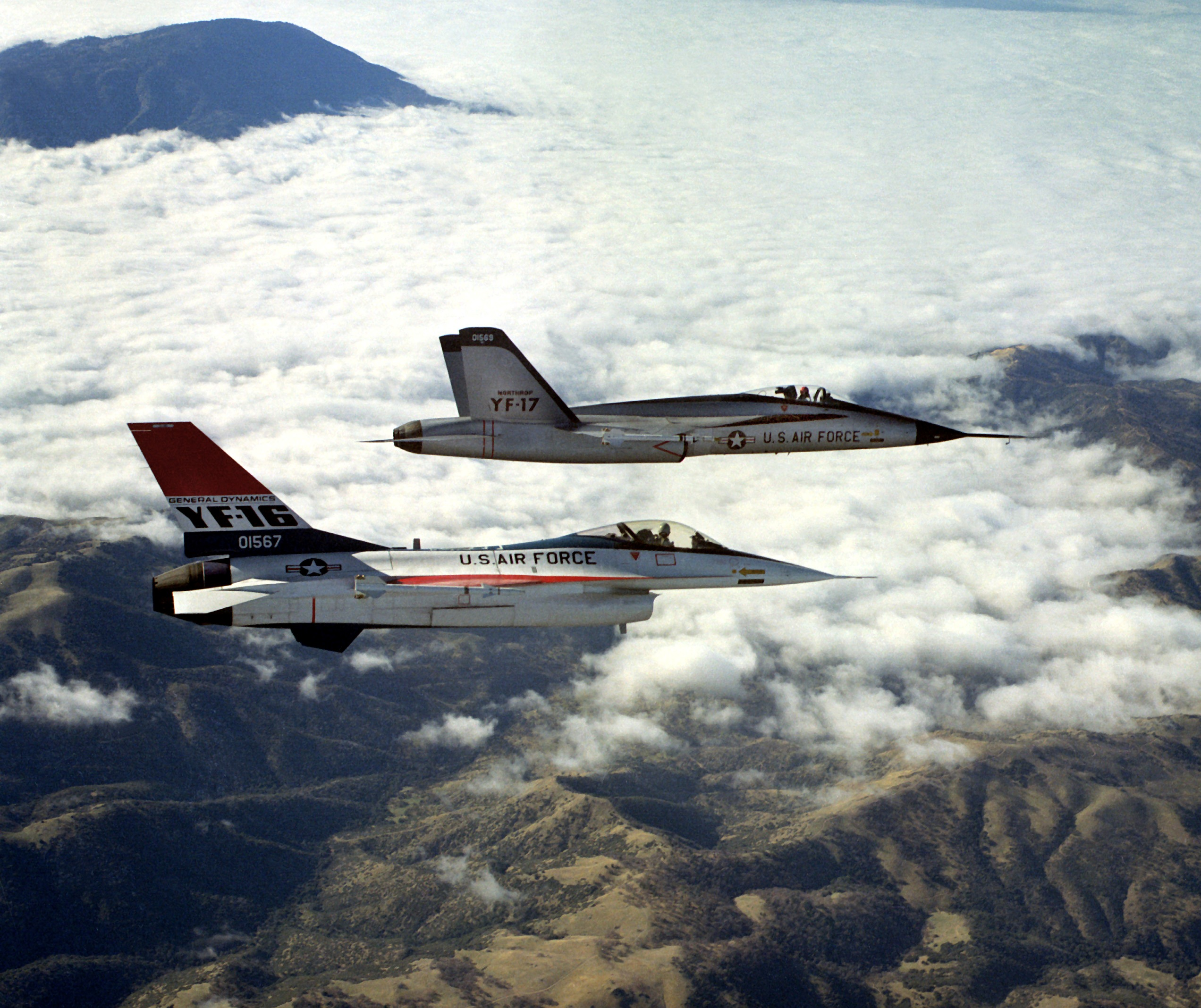
I due prototipi YF-16 e YF-17 in un volo di test, armati con missili aria-aria AIM-9 Sidewinder, il 1º dicembre 1972

Il primo volo dell'YF-16 fu compiuto il 2 febbraio 1974, della durata di 90 minuti presso l'Air Force Flight Test Center della base di Edwards in California. Il primo volo supersonico venne compiuto tre giorni dopo, e il secondo prototipo fece il primo volo il 9 maggio. Successivamente iniziarono i voli dei prototipi YF-17, il 9 giugno e il 21 agosto. In totale, i prototipi YF-16 effettuarono 330 voli e 417 ore di volo, mentre gli YF-17 effettuarono 268 voli.

### Air Combat Fighter competition
Il progetto LWF diventò un serio progetto di acquisizione da parte dell'aeronautica grazie alla convergenza di tre fattori. Innanzitutto, quattro alleati NATO degli Stati Uniti (Belgio, Danimarca, Paesi Bassi e Norvegia) stavano cercando un sostituto dell'intercettore F-104 Starfighter. Era richiesto che tale aereo potesse essere prodotto dalle industrie aeronautiche di ciascun paese sotto licenza, in modo simile all'F-104G. All'inizio del 1974, raggiunsero un accordo con gli Stati Uniti tramite il quale, se l'aeronautica statunitense avesse ordinato l'aereo vincitore della competizione LWF, avrebbero anche loro considerato l'acquisto di esemplari. Secondariamente, mentre la USAF non era particolarmente interessata in un aereo da combattimento complementare, era necessario iniziare la sostituzione dei cacciabombardieri F-105 Thunderchief. In terzo luogo, il congresso stava cercando di raggiungere una maggiore convergenza negli approvvigionamenti dell'aeronautica e della marina; nell'agosto 1974 il congresso reimpiegò dei fondi diretti al programma VFAX della marina verso un nuovo programma chiamato Navy Air Combat Fighter, che aveva lo scopo di sviluppare una variante cacciabombardiere del progetto LWF per la marina. La tempistica degli approvvigionamenti venne guidata dalle necessità dei quattro paesi alleati, che formarono il "Multinational Fighter Program Group" e fecero pressioni sugli Stati Uniti per prendere una decisione entro dicembre 1974. L'aeronautica aveva pianificato di annunciare il vincitore della competizione LWF nel maggio 1975, ma fu anticipata all'inizio dell'anno e venne velocizzata la fase di test. Per riflettere questo nuovo e maggiore impegno per completare un nuovo aereo, assieme alla decisione di sviluppare un progetto cacciabombardiere, il programma LWF venne trasformato in una nuova competizione, annunciata dal segretario della difesa James R. Schlesinger ad aprile 1974. Schlesinger chiarì il ruolo di supporto all'F-15 del nuovo aereo, e in questo modo fu posta fine all'opposizione al progetto.
L'ACF aumentò gli interessi della General Dynamics e della Northrop, poiché entrarono in gioco altri concorrenti con la seria intenzione di assicurarsi il redditizio ordine. Questi erano il Dassault Dassault Mirage F1 (nella variante rimotorizzata con l'M53), lo SEPECAT Jaguar e una variante del Saab 37 Viggen chiamato "Saab 37E Eurofighter" (aereo che non deve suscitare confusioni con il cacciabombardiere Eurofighter Typhoon dell'XXI secolo.). Northrop affiancò un altro progetto chiamato P-350 Cobra, molto simile all'YF-17. Il Jaguar e il Cobra vennero scartati, lasciando come candidati i due aerei europei e i due progetti statunitensi. L'11 settembre 1974, l'aeronautica statunitense confermò i piani per compiere un ordine in grado di equipaggiare cinque squadriglie tactical fighter wings. Il 13 gennaio 1975, il segretario dell'aeronautica John L. McLucas annunciò la vincita del YF-16. Il concorso europeo vide invece la vittoria di misura del F-16 sul Mirage F1M.
Le ragioni principali furono i costi operativi inferiori, la portata maggiore e le performance di manovra, significativamente migliori di quelle dell'YF-17, specialmente a velocità transoniche e supersoniche. I test di volo rivelarono che l'YF-16 possedeva maggiore accelerazione, velocità variometrica, resistenza e (tranne attorno alla velocità Mach 0,7) velocità di imbardata. Un altro vantaggio era costituito dall'impiego del propulsore Pratt & Whitney F100, lo stesso dell'F-15, e questo diminuiva i costi unitari del propulsore per entrambi i programmi.
Poco dopo la selezione dell'YF-16, il segretario McLucas rivelò che l'aeronautica pianificava l'acquisto di un numero di esemplari di produzione compreso tra 650 e 1400 unità. Inizialmente vennero ordinati 15 aerei "Full-Scale Development" (11 a posto singolo e 4 a doppio posto) per i programmi di test, ma successivamente il numero venne ridotto a 8. La marina annunciò tuttavia il 2 maggio 1975 che aveva deciso di non acquistare la versione navale dell'F-16. Al suo posto, avrebbe sviluppato un aereo derivato dell'YF-17, che diventò il McDonnell Douglas F/A-18 Hornet.

## Tecnica
L'YF-17 è una riprogettazione dell'F-5 per rispondere alle esigenze della Specifica LWF (Lightweight Fighter). Le principali modifiche rispetto all'F-5 sono:
- un nuovo disegno delle prese d'aria simili a quelle poi applicate anche all'F-5E;
- lo spostamento dell'ala in posizione alta modificando il bordo d'uscita e l'applicazione di estensioni anteriori alla radice dell'ala con un disegno che sembrava formare il "cappuccio" del cobra;
- lo sdoppiamento della deriva verticale di coda come era in voga alla fine degli anni sessanta;
- la sostituzione del motore General Electric J85-GE-21B con il più potente General Electric YJ101-GE-100.

## Cultura di massa
- In ambito videoludico, il Cobra compare nei videogiochi Tom Clancy's H.A.W.X. e Deadly Skies III[20].